# Hexaplex duplex
Hexaplex duplex, beskriven först av Peter Friedrich Röding 1798, är en snäcka i släktet Hexaplex inom familjen purpursnäckor, som blir omkring 3–22,9 centimeter lång. Den finns i Senegal och Angola.